# Patrick Ruffino
Patrick Ruffino est un musicien, chanteur, compositeur et arrangeur musical béninois, né dans les années 1970. Il joue de la basse et mélange des influences africaines, jazz et funk.

## Biographie
Patrick Ruffino grandit à Cotonou, capitale du Bénin.
En 1997, il fonde le groupe Fâ dont l’album Défi obtiendra plusieurs récompenses au Bénin. Depuis 2002, il se consacre à sa carrière solo.
Également actif sur différents projets en tant que producteur, compositeur, réalisateur, arrangeur et récemment directeur artistique sur le projet Amazones d’Afrique.
En 2018, dans son album Agoo, il rend notamment hommage au vaudoon une adaptation béninoise du culte vaudou,,,.
Dans ses textes, il utilise la langue française mais également le yoruba par exemple.

## Discographie
- 2008 : E Wa Ka Jo (album nommé en 2008 au Prix découvertes RFI Musiques du monde)[5]
- 2018 : Agoo (label MDC / Distribution PIAS)